# Broadside (rivista)
La rivista Broadside fu una piccola pubblicazione fondata nel 1962 da Agnes "Sis" Cunningham e suo marito Gordon Friesen. Molto influente nel movimento folk revival, fu spesso controversa. Le questioni di ciò che è musica folk, cos'è il folk rock e chi è folk furono ampiamente discusse e dibattute. Allo stesso tempo, Broadside seguì importanti cantanti dell'epoca.
La macchina utilizzata per produrre la rivista era stata scartata dall'American Labor Party.  La mescolanza di notazione musicale disegnata a mano, testo della macchina da scrivere e l'illustrazione disegnata a mano occasionale o la notizia fotocopiata anticipava una grafica che sarebbe stata più diffusa nelle riviste vent'anni più tardi.
Alla fine degli anni '70, Broadside aveva sostanzialmente cessato la pubblicazione.
Molte delle canzoni registrate per Broadside nel corso della sua vita sono state pubblicate nel 2000 nella raccolta The Best of Broadside come un box set da 5 CD, che è l'unico supporto in cui la maggior parte delle registrazioni sono disponibili.

## Libri
Durante gli anni '60, Broadside pubblicò tre libri in formato tascabile, Broadside Volume 1 (Oak Publications, 1964), Broadside Volume 2 (Oak, 1968, ISBN 0-8256-0112-6) e Broadside Volume III (Oak, 1970, ISBN 0-8256-0060-X). Ciascuno conteneva quasi 100 canzoni, riprodotte in modo fotografico dalla rivista originale. Il primo volume aveva una rilegatura cucita, sebbene gli ultimi due usassero la rilegatura incollata più comune per i tascabili commerciali.
Ogni volume presentava una prefazione, il primo di Cunningham, il secondo di Friesen e il terzo di Irwin Silber.

## Autori della rivista
Come scrisse Irwin Silber nella sua prefazione a Broadside Volume III, "Un'intera generazione di cantautori, alcuni dei quali sono diventati nomi familiari nell'America degli anni '60, hanno fatto la loro prima apparizione a Broadside ..." Tra quelli la cui carriera iniziò lì, elenca Silber Tom Paxton, Phil Ochs (un importante collaboratore di Broadside; vedi anche Sings for Broadside (Folkways, 1976) e The Broadside Tapes 1 (Folkways, circa 1980), Buffy Sainte-Marie, Janis Ian (originariamente sotto il suo vero nome, Janis Fink) e Arlo Guthrie.
Anche altri cantautori più affermati diedero contributi a Broadside, alcuni dei quali (nelle parole di Silber di nuovo) con "canzoni con le quali gli editori commerciali non sapevano cosa farne ..."  Tra questi Silber nomina Pete Seeger, Nina Simone, Billy Edd Wheeler e Malvina Reynolds.
Broadside di solito evitò la musica rock, comprese le canzoni rock con temi politici e sociali. Una eccezione notevole  è stata la pubblicazione da parte della rivista della canzone dei Black Sabbath War Pigs.
La stessa Cunningham ha pubblicato una serie di canzoni su Broadside. Altri collaboratori di Broadside furono:
- Eric Andersen[3]
- Bob Dylan[4]
- Richard Fariña[3]
- Peter La Farge[4]
- Mark Spoelstra[4]
- Gil Turner
- Vanessa Redgrave[3]